# Cortinarius distans
Cortinárius dístans (лат.) — вид грибов, входящий в род паутинник (Cortinarius) семейства паутинниковые (Cortinariaceae). Хорошо отличается от других паутинников редкими пластинками.

## Таксономия

### Синонимы
- Phaeomarasmius distans (Peck) Singer 1947

## Биологическое описание
- Шляпка 2,5—6,5 см в диаметре, в молодом возрасте колокольчатой формы, затем раскрывается до выпуклой, у молодых грибов с подвёрнутым краем, окрашена в ржаво-коричневые тона, с возрастом выцветает до светло-коричневого, гладкая или немного шершавая, гигрофанная.
- Мякоть буроватого цвета, ломкая, без особого вкуса и запаха.
- Гименофор пластинчатый, пластинки приросшие или выемчато-приросшие к ножке, широкие, редкие, у молодых грибов светло-коричневого цвета, с возрастом темнеют до ржаво-коричневых.
- Ножка 4—7,5 см длиной, центральная, цилиндрическая или утолщающаяся книзу, одного цвета со шляпкой или немного светлее, волокнистая. Частное покрывало паутинистое, белого цвета, после исчезновения иногда оставляющее желтоватый поясок в верхней части ножки.
- Споровый порошок ржаво-коричневого цвета. Споры 6—8×5—6 мкм, яйцевидной или эллипсоидной формы, с небольшими возвышениями, неамилоидные.

Токсические свойства гриба не изучены.

## Ареал и экология
Один из ранних североамериканских паутинников, начинает произрастать иногда с середины июня. Произрастает одиночно или небольшими группами, в широколиственных лесах. Образует микоризу с широколиственными деревьями, часто с дубом.